# Central hidroelèctrica de Llavorsí
La central hidroelèctrica de Llavorsí, a la comarca del Pallars Sobirà, aprofita les aigües del pantà de Tavascan, ubicat al poble de Tavascan, Noguera de Cardós, afluent de la Noguera Pallaresa. El primer de gener 1966, la companyia Forces Elèctriques de Catalunya (Fecsa) la va estrenar.
La central de Llavorsí fou el primer d'una cadena de salts hidroelèctrics al llarg de la vall de Cardós que es construirien ininterrompudament des de 1959 fins a 1974 i que formaren el complex hidroelèctric de l'alta vall de Cardós, compost per les centrals de Tavascan Superior, Tavascan Inferior i Montamara.
L'aigua turbinada a la central desaigua al Noguera Pallaresa. La central funciona totalment automatitzat i teledirigit des de la central de comandament d'Endesa a Lleida. Des de la central de Llavorsi s'aporta aigua per a la pràctica de ràfting a la Noguera Pallaresa.

## Antecedents
La central fou promoguda per la firma Forces Elèctriques de Catalunya, la qual va constituí el 1959 una filial, Constructora Pirenaica, S.A. (Copisa), per a construir les centrals hidroelèctriques de la vall de Cardósa. Prèviament, en el juny de 1956 es publicava al Butlletí Oficial de la província de Lleida la seva sol·licitud per obtenir la concessió d'uns aprofitaments hidroelèctrics: incloïa dos a Tavascan i dos a Llavorsí. El setembre de 1959 va rebre l'autorització per construir les dues centrals de Llavorsí. La primera, anomenada «Llavorsí-Cardós», creava un salt a partir de les aigües del riu Noguera de Cardós embassades al pantà de Tavascan. La segona, «Llavorsí-Pallaresa», partia d'un salt que aprofitava les aigües del Noguera Pallaresa, però no es va fer.

## Construcció
Encara que l'estat de les carreteres era millor que el que es trobaren Energia Elèctrica de Catalunya i Riegos y Fuerzas del Ebro en la dècada de 1910 quan començaven les obres de les centrals de Capdella i Talarn respectivament, havia de menester millorar les carreteres per poder començar a fer les obres amb garanties. Les obres del complex hidràulic van començar el 1958 amb la ampliació i reconstrucció del pont sobre la Noguera Pallaresa a Llavorsí.
La construcció de la central de Llavorsí es va fer al mateix temps que les centrals de Tavascan i Montamara. La magnitud de les obres va implicar molta mà d'obra, difícil d'obtenir perquè molts treballadors van abandonar l'obra per mor de la duresa de la feina i el clima. Per aquest motiu, l'empresa constantment importava manobres d'Andalusia, Extremadura, Galícia i Múrcia.
Per a formigonar la presa del pantà de Tavascan no es disposava de bombes impulsores. En el seu lloc es va fer servir un cable-grua o Blondin, constituït per dues grans torres metàl·liques, cadascuna instal·lada en els extrems de la presa, i unides per un cable portant. Pel cable lliscava una plataforma que transportava el diposit del formigó,  que s'anava descarregant a l'encofrat de la presa. Durant la construcció de la presa es comentava que els elements del cable-grua emprats a l'obra procedia de les obres del canal de Panamà.
Si bé la central es va posar en funcionament el 1966, les obres es van perllongar des de 1960 fins a 1973. El cost de construcció va ser de 1.045 milions de pessetes, que a data a 2025 representarien uns 196 milions d'euros. Altres càlculs estimen que el cost de tornar a fer les obres l'any 2009 hauria sigut de 541,58 milions d'euros, mantenint la mateixa proporció de factors productius (mà d'obra i maquinària) de la construcció original.

## Components de la central

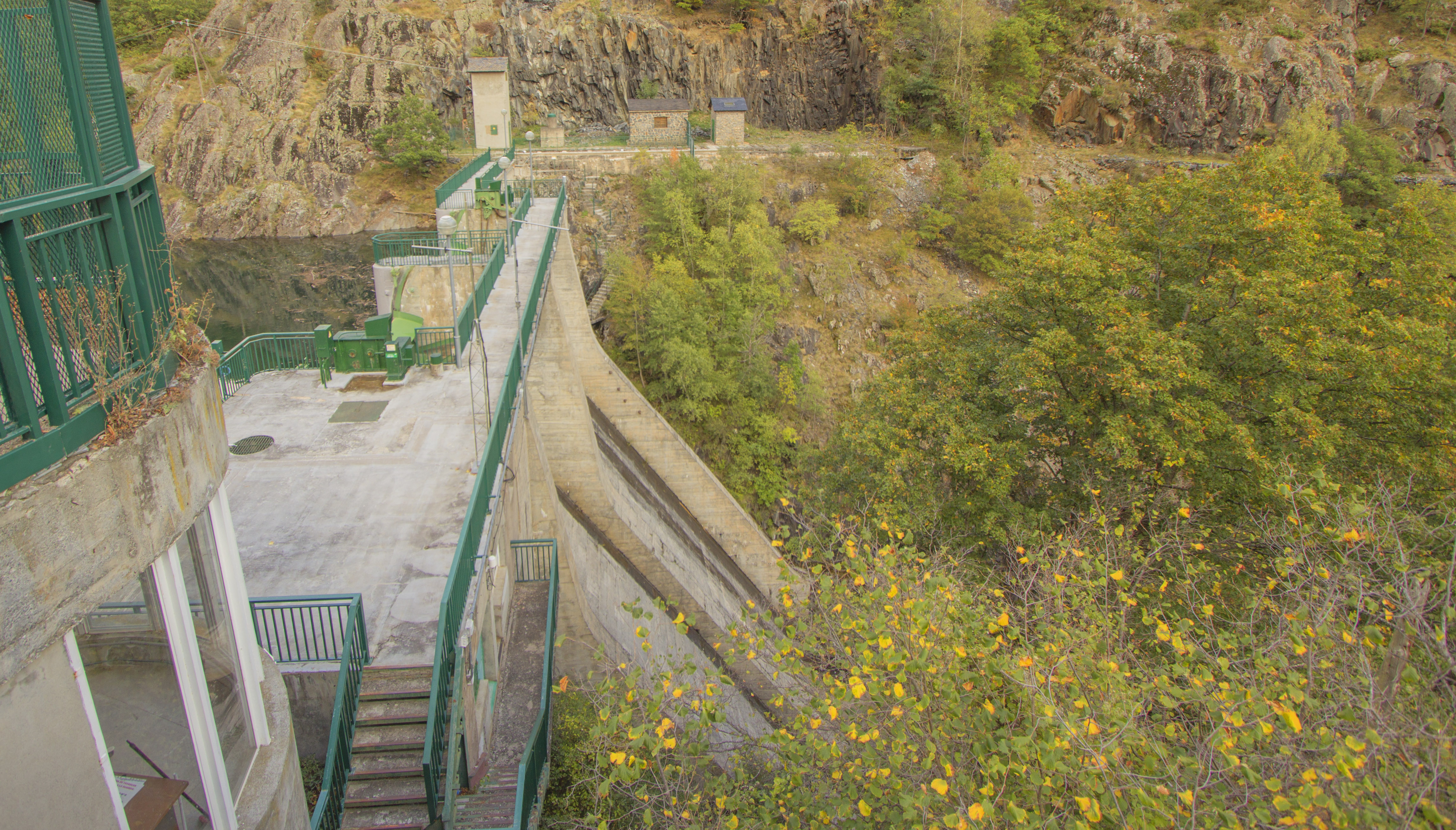
Presa de Tavascan

### Presa i Embassament
El pantà de Tavascan a 1.100 metres d'altitud, és l'origen de l'aigua que alimenta la central. La construcció de la presa va finir l'any 1965. L'amplada a la coronació és de 57 metres, i té una alçada de 29 metres. Disposa d'un sobreeixidor dotat d'una comporta. L'embassament té una superfície de 7,9 hectàrees i una capacitat de 0,64 hectòmetres cúbics. L'embassament està alimentat per les aigües del Noguera de Cardós, afluent de la Noguera Pallaresa, i per les aigües ja turbinades de les centrals de Tavascan Superior, Tavascan Inferior i Montamara. És el punt d'inici de la galeria de pressió que va fins a l'inici del salt de Llavorsí, situat a 20 quilòmetres. Surt a superfície a cota 950 metres d'altitud, on cau una per canonada forçada fins a la central de Llavorsí.

### Generació
La sala de màquines es troba al poble de Llavorsí, a la riba nord de l'aiguabarreig del Noguera Pallaresa i el Noguera de Cardós. Disposa de dos grups generadors,construïts per l'empresa Neyrpic Española, cadascun amb una turbina de tipus Francis, amb una potència instal·lada total de 54.8 MW. El primer va entrar en proves el 22 de desembre de 1965 i el segon ho feu el 27 de desembre del mateix any.

## Transformació i transport
La subestació elèctrica compleix dues funcions, transformació i transport.
- A través dels transformadors, adapta la tensió de l'energia elèctrica produïda per la central de Llavorsí per que el transport de l'energia pugui viatjar grans distàncies.
- La subestació elèctrica de Llavorsí és un punt neuràlgic del transport d'energia del Pirineu. Rep l'energia produïda per les altres estacions de la vall de Cardós i la vall d'Aran i la distribueix per dues línies de 220 kV. Una es dirigeix cap a la Pobla de Segur al Pallars Sobirà i l'altra cap Adrall, a l'Alt Urgell.[11]

## Resum característiques i producció
|                               | Central Hidroelèctrica de Llavorsí |
| Any inici funcionament        | 1966                               |
| Construïda per                | Copisa                             |
| Operada per                   | Endesa                             |
| Salt                          |                                    |
| Altitud                       | 1.100,00 metres                    |
| Desnivell                     | 317,00 metres                      |
| Cabal d'aigua nominal         | 20 metres cúbics/segon             |
| Sala de màquines              |                                    |
| Altitud                       | 802,00 metres                      |
| Nombre de grups               | 2                                  |
| Turbines per grup             | 1 turbina Francis                  |
| Potencia instal·lada per grup | 26,20 MW                           |
| Potència instal·lada total    | 52,40 MW                           |
| Producció mitja total anual   | 94,30 GWh                          |

## Mesura d'eficiència

### Dades actuals
A partir de les dades de característiques tècniques i producció (2011) de cadascuna de la central, es poden obtenir indicadors de la seva eficiència.
|                      | Central Hidroelèctrica de Talarn |
| Mesures d'eficiència |                                  |
| Potència mitja anual | 10,764 MW                        |
| Factor de planta     | 0,2054                           |

El factor de planta és un indicador de l'eficiència en la producció d'energia. La tendència en el disseny de les centrals hidroelèctriques és que operin com a plantes per pics o puntes, entrant en operació durant les hores de major demanda d'energia en el sistema elèctric. Per a això cal una gran capacitat instal·lada, atès que durant aquestes hores el sistema elèctric necessita molta potència. Un altre factor que afecta molt aquest indicador és la disponibilitat d'aigua, o la seva estacionalitat. El factor de planta en aquesta mena de centrals tendeix a estar en una forquilla de valors de 0,25-0,17. En una central nuclear, el factor de planta pot variar entre el 0,51 (Vandellòs II el 2005) i el 0,98 (Vandellòs II el 2005). Les grans variacions en una central nuclear poden estar originades per aturades de manteniment o recàrrega.